# Undefeatable
Undefeatable er en Hong Kong-actionfilm fra 1994, med Cynthia Rothrock, John Miller og Don Niam i hovedrollerne. Filmen er instrueret af Godfrey Ho. 

## Handling
Kristi Jones (Cynthia Rothrock) deltager i ulovlige gadekampe, sammen med hendes bande, mod andre bander. Dette gør hun for at kunne tjene penge til sin søsters uddannelse. Samtidig er MMA kæmperen, Stingray (Don Niam), begyndt at opføre sig voldeligt overfor sin kone, og hun ender med at forlade ham, hvilket gør ham til en galning. Stingray overfalder uskyldige kvinder på brutal vis, da han ser sin kone i alle kvinder. Dette går ud over Kristis søster, der bliver myrdet. Kristi tager hævn mod Stingray, og får med hjælp fra politibetjenten Nick DiMarco endelig ram på Stingray, i en dramatisk slutscene. 

## Modtagelse
I 1994 gik filmen fuldstændig forbi alles opmærksomhed, da den mest af alt var en håbløs B-film, der trods det at den var filmet i 1993, mindede om noget fra starten af 1980'erne hvad angår effekter, billede, teknik og mange andre ting. Men i 2005 opnåede filmen pludselig kultstatus, da en kampscene fra filmen blev uploaded til YouTube og fik titlen som Internet fænomen.